# Impatto letale
Impatto letale (The Heist) è un film del 2000 scritto e diretto da Kurt Voss.

## Distribuzione
- Germania: 17 aprile 2000
- Ungheria: 11 maggio 2000
- Stati Uniti d'America: 14 agosto 2001